# Saint-Jean-les-Deux-Jumeaux
Saint-Jean-les-Deux-Jumeaux ist eine französische Gemeinde mit 1294 Einwohnern (Stand 1. Januar 2022) im Département Seine-et-Marne in der Region Île-de-France. Sie gehört zum Arrondissement Meaux und zum Kanton La Ferté-sous-Jouarre.

## Bevölkerungsentwicklung
| Jahr      | 1962 | 1968 | 1975 | 1982 | 1990 | 1999 | 2007 | 2017 |
| Einwohner | 645  | 672  | 773  | 918  | 1152 | 1227 | 1213 | 1272 |

## Sehenswürdigkeiten
Siehe auch: Liste der Monuments historiques in Saint-Jean-les-Deux-Jumeaux
- Mairie, erbaut im 18. Jahrhundert